# Train Simulator Real THE 京浜急行
Train Simulator Real THE 京浜急行（トレインシミュレーター リアル ザ けいひんきゅうこう）は、2002年10月31日に音楽館からTrain Simulator Realシリーズとして発売された、京浜急行電鉄の本線・久里浜線・空港線を舞台とするPlayStation 2用の鉄道運転シミュレーションゲームである。

## 特徴
Train Simulator Realシリーズ第2弾として発売された。京急本線・久里浜線は既にWindows 95版・Macintosh版において『Train Simulator 京浜急行電鉄本線久里浜線』として製品化を果たしているが、その際は下りの品川→三崎口間を600形で運転するという内容になっており、今作ではその逆方向の運転（上り品川方面）を「空港線」や「京浜急行の全車種による運転」という要素を付加した形で製品化したリメイク版といえる。
前作『THE 山手線』では車種は205系のみ、ダイヤも4種類だったが、本作では登場車種は8形式11種類、ダイヤ数は編成両数の違いと回送ダイヤを含め13種類と大幅なボリュームアップを果たしている。一方で、前作で再現されていた防護無線受信や荷物挟まり等のハプニングイベントは全て削除された。
本作では信号機を運転画面内に直接埋め込むことで、映像の違和感を最小限に抑えながら、各ダイヤの信号の変化を忠実に再現することに成功した。さらに列車選別確認灯、列車種別表示灯、停止位置目標も画面内に埋め込むことで、ダイヤごとに異なる点灯パターン、表示内容、表示位置を再現している。
運転映像は使用する映像こそ共通だが、早朝の列車は運転映像が青みがかったり、夕刻の列車は赤みがかった映像となるなど、列車を走らせる時間帯により運転映像の色調が変化する。
また、特典映像としてFourth Viewを使用した全方位対応のムービーが収録されており、旧1000形で撮影された津久井浜 - 三浦海岸間走行中から三崎口到着までの前面展望映像、鮫洲駅での定点映像の2種類が用意されている。

## DEMO
今作には3分ほどのDEMOが用意され、音楽館のホームページにてダウンロードすることができた（現在は削除済み）。
下記はそれに出てくる区間。

### OP映像と同様
- 制限100…京急久里浜 - 北久里浜
- 制限95…同じく
- 制限90…京急川崎 - 六郷土手
- 制限85…弘明寺 - 井土ヶ谷
- 制限80…立会川 - 鮫洲
- 制限75…井土ヶ谷 - 南太田
- 制限70…京急安浦 - 横須賀中央
- 制限60…鮫洲 - 青物横丁
- 制限55…大鳥居 - 糀谷
- 制限50…黄金町 - 日ノ出町
- 出発進行！…京急蒲田駅1番線
- Fourth Viewによる前面展望映像…津久井浜 - 三浦海岸
- 低位置のカメラ…平和島 - 大森海岸
- アングルを左右に振るシーン…三浦海岸 - 三崎口
- トンネル内走行…羽田空港 - 天空橋
- Fourth Viewによる鮫洲駅定点映像
- 旧1000形が3つに分裂するシーン…北品川

### DEMOのみのシーン
- 三浦半島から始まる…三崎口
- 京浜急行全車種網羅…京急久里浜 - 北久里浜
- 特急神奈川新町行きです (1) …上大岡 - 弘明寺
- 特急神奈川新町行きです (2) …子安 - 京急新子安
- 特急神奈川新町行きです (3) …神奈川通過
- 特急神奈川新町行きです (4) …大鳥居 - 糀谷
- 緊張感溢れる速度制限…日ノ出町通過
- 画面表示をパワーアップ…京急蒲田
- 京浜急行全面協力…京急川崎 - 六郷土手
- 抜群のスピード感…雑色 - 京急蒲田

## 使用可能な専用コントローラ
- マルチトレインコントローラ…P5-B5のノッチギアを使用すれば使用可能。
- トレインマスコン…このゲームの為に開発された専用のコントローラだが、マルチトレインコントローラのP5-B5カセットがこれをエミュレートしていることで、『Train Simulator 京成・都営浅草・京急線』でも使用可能になった。

以下はシリアル - USB変換ケーブルを用いれば使用できる。
- TSマスコン2…力行5段・常用5段にセットで使用可能。
- TSマスコン…Cタイプ（力行5段・制動6段、但し制動段は非常を含む）にセット、ソフト起動後にN位置でS・A・B・C各釦を押してから使用可能。

## 運転可能な路線
- 京急久里浜線 : 三崎口駅 - 堀ノ内駅
- 京急本線 : 堀ノ内駅 - 品川駅
- 京急空港線 : 羽田空港駅 - 京急蒲田駅

## 運転可能な車両
- ツーハンドル運転台車両
  - 1000形白幕車

1000形のうち、非冷房車として製造された初期車で、方向幕が白地となっている。
減速時15km/h以下になると、ブレーキ力（ブレーキシリンダの圧力）を半減させるB-55装置が取り付けられているため、非常に扱いが難しい。
川崎重工業製のOK-18系台車を装備した三菱車を再現しており、発車、停車時に独特な唸りを聞くことができる。
  - 1000形黒幕車

1000形のうち、登場時から冷房を搭載して製造された後期車。更新工事の際に方向幕を黒地のものに交換している。
性能面ではチョッパ車や新鋭のVVVF車には劣るものの、B-55装置が撤去されているため、白幕車より素直な性能で扱いやすい。
教習10番は本車を使用して神奈川新町→京急川崎を走行する。
  - 700形

京急初の4扉車両で、大師線（本作未登場）と本線の普通列車を中心に、ラッシュ時には快特、特急列車の増結車としても活躍した。[2]
減速性能と起動加速性能が低いが、中高速域での加速力は1000形を上回る。4両編成のみが存在する。
- ワンハンドル運転台車両
  - 800形

京急で初めて界磁チョッパ制御、ワンハンドルマスコンを採用した4扉車。普通列車向けに起動加速を重視した性能となっている。6両編成のみが存在する。（全試験、トレーニングモードの全ての試験を「優」評価でクリアすると獲得できる。）
  - 2000形

界磁チョッパ制御を採用した元快特用車両。3ドア改造後の姿で8両編成は主にラッシュ時の優等列車に、4両編成は優等種別の増結車に使用されている。優等列車向けに中高速域での加速の伸びを重視した性能になっている。
  - 1500形

旧1000形の後継車として登場した界磁チョッパ制御車。快特から支線の普通列車まで、京急線全線のほか都営浅草線、京成線、北総線への直通運転にも対応するオールマイティー車。
ゲーム内では増圧ブレーキを装備した編成を再現しており、快特での120km/h運転に対応する。
  - 1500形1700番台

京急で初めてVVVFインバータ制御を採用した1500形のマイナーチェンジ車。
性能はチョッパ車に比べ飛躍的に向上している。本作では三菱製のインバータを採用した車両を再現している。8両編成のみが存在する。
  - 1500形更新車[3]

スカートの装着や緊急スイッチの設置、車いすスペースやドアチャイムの設置などバリアフリーにも対応した1500形のリニューアル車。
制御装置は界磁チョッパ制御のままで、走行性能は未更新車とほぼ同等だが、高速域での加速性能がやや向上している。[4]
運転台に表記されていないが、ゲーム内では通常の1500形と同様に快特での120km/h運転に対応する。[5]
  - 600形

前作『Train Simulator 京浜急行電鉄本線久里浜線』にも登場したオールクロスシート車両。空港アクセスのエアポート快特を中心に、普通列車から快特まで幅広く活躍する。2100形には及ばないものの、平均以上の性能を持つ。
本作では後期に増備された4次車を再現している。
  - 2100形（シーメンス製GTOインバータ搭載車）[6]

自社線内快特と京急ウィング号（本作未登場）を中心に活躍する、京急を代表する2扉オールクロスシート車両。
起動時に独特の音階を奏でるため、「ドレミファインバータ車」の異名を持ち、加減速共に非常に秀でた性能を持つ。8両編成のみが存在する。
  - 新1000形1次車（シーメンス製GTOインバータ搭載車）[7]

本作品発売当時の最新型車両。2100形と同様、起動時に音階を奏でる。2100形と同じく優秀な性能を持つが、中速域のブレーキが甘めになっているため停車駅の制動には注意が必要。
現時点でアルミ車では存在しない6両編成も運転可能。[8]

12両編成のダイヤでは、車両の組み合わせに応じて自車の性能が変化する。例として、2000形4両編成の後部に新1000形8両編成を増結すると加速性能がやや上昇する。逆に新1000形4両編成の後部に2000形4両編成を増結すると、加速性能がやや低下する。

## 運転可能なダイヤ
本作品のダイヤは2001年9月15日改正時のものを使用している。その後、本作品発売直前の2002年10月12日に改正されたため、このダイヤは現存しない。
- 1211A　快特　品川行き　三崎口 - 品川
  - 京急線内のみを走る快特列車。2100形が優先的に運行される。試験では横浜 - 品川間を2100形で運転する。難易度は初級。
- 951SH　快特　青砥行き　三崎口 - 品川
  - 都営地下鉄浅草線と京成押上線に直通する土休日の快特列車。金沢文庫で後4両の増結を行う。試験では三崎口 - 金沢文庫間を1500形で運転する。難易度は中級。
- 775H　特急　高砂行き　京急久里浜 - 品川
  - 通勤時間帯に走る特急列車。金沢文庫で前4両の増結を行う。試験では神奈川新町 - 品川間を1500形で運転する。難易度は中級。

次作『Train Simulator 京成・都営浅草・京急線』ではダイヤ改正によって押上行きとなり、品川 - 押上間の運転となっている。
- 715C　特急　神奈川新町行き　京急久里浜 - 神奈川新町
  - 通勤時間帯に走る特急列車。金沢文庫で前4両の増結を行う。試験では全区間を2000形で運転する。難易度は上級。

このダイヤと上記775Hは当初、連結イベントを収録する予定だった。[9]
- 675H　特急　品川行き　京急久里浜 - 品川
  - 土休日の早朝に走る特急列車。中級の775Hと同じ運行番号ではあるが、土休日の675Hでは全区間8両で走行する。試験では金沢文庫 - 品川間を1500形で運転する。難易度は上級。

先行列車と離れているため、信号機は京急鶴見 - 京急川崎間を除いてほとんど変化しない。H特急だが品川止まりのため、本来この列車には使用しない2000形も選択可能。
- 709B　特急　金沢文庫行き→快特　品川行き　京急久里浜 - 金沢文庫 - 品川
  - 通勤時間帯に走る快特列車。金沢文庫で後4両増結後、種別を特急から快特に変更する。試験では全区間を2000形で運転する。京急本線の卒業試験。

金沢文庫以北は快特だが、ラッシュ時間帯でスピードが遅いため旧1000形、700形の使用が可能。この2車種を使用する場合、最高速度は110km/hに制限される。
- 571　普通　京急川崎行き　神奈川新町 - 京急川崎
  - 早朝に走る普通列車。終点まで優等列車の待避は行わない。4両編成と6両編成が選択可能。4両のみ選べる車両(600形 2000形 新1000形)と、6両のみ選べる車両(800形)がある。トレーニングモードでも使用されるダイヤで、旧1000形黒幕車を使って行われる。
- 1761HX　普通　京急蒲田行き　羽田空港 - 京急蒲田
  - 夕方に走る普通列車。羽田空港 - 京急蒲田間でピストン輸送を行う。夕方時間帯を走るため、走行映像にオレンジ色がかかっている。試験では全区間を600形で運転する。難易度は初級。
- 1669H　急行[10]　印旛日本医大行き　羽田空港 - 品川
  - 夕方に走る急行列車。乗車率は全区間にわたってほぼ平均的。試験では全区間を旧1000形黒幕車で運転する。難易度は中級。
- 601C　特急　品川行き　羽田空港 - 品川
  - 早朝に走る特急列車。乗車率は全区間にわたって低い。試験では全区間を2100形で運転する。難易度は上級。

なお実際のダイヤも2100形限定運用であった。ゲーム発売後のダイヤ改正でこのダイヤは消滅している（近似した時刻に同じ区間で「急行 615H」として運転されるようになった）。
- 1185SH　エアポート快特　成田空港行き　羽田空港 - 品川
  - 羽田空港と成田空港を結ぶエアポート快特列車。泉岳寺から先は都営地下鉄浅草線と京成本線を経由する。試験では全区間を600形で運転する。空港線の卒業試験。

なお、当時は京成線内は本線経由の「エアポート特急」であり、エアポート快特は京急蒲田に停車していた[11]。（現在の「エアポート快特」は京成線内アクセス特急で、成田スカイアクセス線経由となっている。）
- 699C　回送　三崎口 - 品川
  - このゲームの映像を撮影するための列車でもある。途中、YRP野比・金沢文庫・神奈川新町に運転停車する。4両編成での運転となる。

試験モードで全ての試験をコンティニューせずに「優」評価でクリアすると、運転モードでダイヤごとの車種制限が無くなり、好きな車両を自由に選ぶことができるようになる。例として、普通列車に2100形を使用したり、エアポート快特に700形などを使用することが可能になる。また、増結を行うダイヤでは車両の組み合わせも自由に選べるようになるため、実際には見られなかった新1000形と旧1000形の併結や、併結を行わない800形を使った12両編成の運転が可能。